# Frullania physantha
Frullania physantha là một loài Rêu trong họ Jubulaceae. Loài này được Mitt. mô tả khoa học đầu tiên..